# Wilde (filme)
Wilde (bra: Wilde - O Primeiro Homem Moderno; prt: Wilde) é um filme teuto-nipo-britânico de 1997, do gênero drama biográfico, dirigido por Brian Gilbert com roteiro de Julian Mitchell baseado na biografia de Oscar Wilde escrita por Richard Ellmann. 

## Sinopse
Após ação legal aberta por Wilde contra o enfurecido Marquês de Queensberry, pai de Bosie, por difamação, Wilde enfrenta uma reviravolta e, se recusando a fugir do país, é condenado a dois anos de trabalhos forçados pelo tribunal de uma intolerante sociedade vitoriana. Wilde tem uma boa relação com a esposa, que obviamente vai decaindo conforme suas relações com garotos, principalmente Bosie, se intensificam. 

## Elenco
- Stephen Fry como Oscar Wilde
- Vanessa Redgrave como Jane Wilde
- Jude Law como lord Alfred "Bosie" Douglas
- Orlando Bloom como o gigolô